# Myrmarachne megachelae
Myrmarachne megachelae là một loài nhện trong họ Salticidae.
Loài này thuộc chi Myrmarachne. Myrmarachne megachelae được Ganesh Kumar & Mohanasundaram miêu tả năm 1998.